# Хаг ан дер Ампер
Хаг ан дер Ампер (њем. Haag an der Amper) општина је у њемачкој савезној држави Баварска. Једно је од 24 општинска средишта округа Фрајзинг. Према процјени из 2010. у општини је живјело 2.908 становника. Посједује регионалну шифру (AGS) 9178129.

## Географски и демографски подаци
Хаг ан дер Ампер се налази у савезној држави Баварска у округу Фрајзинг. Општина се налази на надморској висини од 440 метара. Површина општине износи 21,7 km². У самом мјесту је, према процјени из 2010. године, живјело 2.908 становника. Просјечна густина становништва износи 134 становника/km².